# Dov Gruner
Dov Gruner (hebreo: דב גרונר) (Kisvarda, Hungría, 6 de diciembre de 1912) fue un líder judío sionista. El 19 de abril de 1947 fue ejecutado por las autoridades del Mandato Británico de Palestina por su participación en una operación del Irgún.

## Biografía
Dov Gruner nació en el seno de una familia judía religiosa de Kisvarda, donde asistió a una yeshivá (centro de estudios judaicos) desde temprana edad. En su juventud estudió ingeniería en la localidad alemana de Brno. En 1938 se unió a las filas del Movimiento Juvenil Sionista Beitar y se trasladó a Eretz Israel en 1940 como parte del convoy de pasajeros ilegales que integraba el barco Sakaria, con el objetivo de salvarse del genocidio nazi que estaba teniendo lugar en Europa.
Luego de su estancia de seis meses en el campo de internamiento de Atlit por su entrada ilegal en el Mandato Británico, se unió al movimiento Beitar que operaba en la localidad de Rosh Pina. Poco tiempo después de recibir entrenamiento militar se convirtió en miembro del Irgún Tzvaí Leumí. En 1941, ingresó a una unidad del ejército británico para unirse al esfuerzo bélico internacional contra la Alemania Nazi y, junto con sus camaradas, integró la Brigada Judía que trató de rescatar a los judíos europeos que sufrían la persecución nazi.

## Actividades en el Irgún
Luego de la desmovilización y el retiro de Gruner del ejército británico, en marzo de 1946, se dedicó especialmente a aplicar todos sus conocimientos militares en favor de organizar debidamente al Irgún y unirse a una unidad de combate. Una de las primeras operaciones de las que formó parte activa en la época de lucha contra las autoridades mandatarias, fue un ataque masivo del Irgún contra un blanco militar con el propósito de capturar armas de un campamento del ejército británico en las cercanías de Netanya. Diez días después, Gruner participó en su segunda y última operación contra una estación policial británica en Ramat Gan. En este ataque, fue gravemente herido (especialmente en la mandíbula), capturado por las fuerzas británicas y se le negó tratamiento médico. En la prisión, entabló amistad con algunos de sus guardias, quienes aportaron su punto de vista sobre su persona luego de conocerlo.
Cuando compareció ante el juicio, pronunció un discurso acusador contra los jueces británicos que fue documentado por Menájem Beguin en su libro "La Revuelta":

"No os reconozco autoridad alguna para juzgarme. Este tribunal carece de toda base legal, pues lo ha nombrado una autoridad que carece de base legal.

Habéis venido a Eretz Israel en virtud de un compromiso que asumisteis ante todas las naciones del mundo para reparar la mayor iniquidad que se cometiera en los anales de la humanidad contra cualquier nación: la iniquidad de la expulsión de Israel de su tierra y su transformación en víctima perpetua de persecuciones y matanzas incesantes. Este compromiso, y solo este compromiso, ha sido la base legal y moral de vuestra presencia en este país. Pero vosotros lo habéis violado impúdicamente con fuerza bruta y astucia satánica. Habéis convertido vuestro compromiso en una tira de papel a la que hicisteis trizas. Aunque no lo habéis dicho, habéis realizado lo que dijera en tiempos pasados el canciller alemán Bethmann Hollweg: "¿Qué es un tratado internacional? Una tira de papel. ¿Hemos de acatar eso?". En general, habéis aprendido mucho de los alemanes. Y quizás sea justamente al revés, quizás hayan aprendido los alemanes de vosotros. De todos modos, os identificáis con ellos totalmente en una cosa: en la aspiración de exterminar a nuestro pueblo.
Porque sabéis perfectamente que el robo de este país y la clausura de sus puertas equivale a un sangriento atentado permanente contra la vida de millones de hombres, mujeres y niños, hijos de mi pueblo. Vosotros nos quitáis nuestra libertad, nuestro derecho a la felicidad. Pues vuestro régimen tiránico, tiránico en lo mas espantoso del término, provocó que día y noche se nos presentaran las imágenes de los cuadros pavorosos, no sólo de los hornos crematorios y los campamentos de exterminio, sino también de los campamentos de refugiados en los que viven o agonizan decenas de miles de supervivientes, hermanos nuestros de aquella terrible masacre, hambrientos, tiñosos, humillados, abatidos, sin que tampoco a ellos les permitáis entrar en su patria, condenándolos a morir en la maldita Diáspora, al igual que condenasteis a millones de nuestros connacionales a ser cruelmente asesinados en Europa.
Y sin embargo, o precisamente por esto mismo, habéis resuelto convertir a este país en una base militar vuestra -en una de las numerosas bases militares que tenéis alrededor del globo- y robárselo al pequeño pueblo que no dispone de otro espacio de tierra en el mundo fuera de éste, dado a él por Dios y la historia, santificado por la sangre de sus hijos de generación en generación, fructificado por la sangre y el sudor de sus donatarios. Bendecido por nuestros padres espirituales que salieron de la pequeña aldea de Modiin para rebelarse contra el gran Imperio que se había jactado de que impondría a la tierra de los profetas tanto su fuerza como su espíritu. Nuestros padres espirituales salieron de las cuevas de las rocas en los días de otro Imperio expansionista y se erigieron con la cabeza levantada en la guerra contra sus huestes ocupantes, monumentos eternos lo atestiguan: Masada y Iodéfet. Nuestros padres espirituales duermen su sueño eterno en las ruinas de Beitar; ellos son los rebeldes de Bar Kojba y los discípulos de Rabi Akiva que juntaron en una unión indomable el libro y la espada. Ellos sirven de ejemplo a la nueva alma hebrea renacida.
Mas nuestros hermanos espirituales se encontrarán no sólo en este país sino también en todos los países, más allá de los mares, detrás de las montañas, en el pasado y en el presente. Sus rastros os llevarán a las Termópilas griegas y a vuestro Runnymede, al campo serbio de Kosovo y al Yorktown norteamericano, a la bastilla francesa y a los mil voluntarios de Garibaldi, a los guerrilleros de Yugoslavia y al "maqui" de Francia, a los combatientes de la Grecia nueva y a los valientes irlandeses liderados por Michael Collins; en todo país y en toda época encontraréis a aquellos a quienes tenemos el orgullo de llamar hermanos en armas y hermanos de fe. No os sorprendáis, pues, si aprendemos como hermanos de espíritu no sólo a acusar a un régimen opresor, sino también a combatirlo en armas.
Por supuesto, no hemos salido con el corazón liviano a la lucha. Sabemos que el camino es difícil y numerosos los sacrificios que ofrendaremos. Nos duele por esos sacrificios. En la última generación ha dado el pueblo judío sangre en tanta cantidad como no la dio ninguna nación ni pueblo en la historia. Por eso toda gota de sangre hebrea vale hoy mil veces más. Y fuera de eso, ya os he dicho que pertenecemos a la familia de la resistencia internacional, universal y humana. Hay una sola línea de tragedia en el camino de esta familia. Ella se sirve, se ve obligada a servirse, de la fuerza. Pero en realidad, ella no hace sino despreciar la fuerza física. Nuestra organización de combate, al igual que toda nuestra familia, cree que el hombre no ha sido creado para matar a su prójimo, sino para continuar, junto con él, la obra del Creador. El Creador instituyó, en los seis días del Génesis, los fundamentos del mundo, y el resto -el descubrimiento del fuego y el descubrimiento de la energía atómica- se lo dejó a quien había sido creado a su imagen, al hombre. Un mundo de justicia, un mundo de fraternidad, un mundo de paz, un mundo de ayuda recíproca y comprensión recíproca; tal es el mundo que soñaron nuestros padres y hermanos espirituales; tal es el mundo cuyo establecimiento y participación de nuestro pueblo en él queremos también nosotros, y acaso especialmente nosotros, porque fuimos educados en el seno de la Torá hebrea, de la tradición y la visión de los profetas. Sin embargo, e incluso quizá gracias a ello, han peleado todos los deseosos de libertad en el mundo y peleamos también nosotros con las armas en la mano. Es verdad que el hombre no ha sido creado para matar, pero tampoco ha sido creado para que se lo mate; es verdad que el hombre no ha sido creado para oprimir; pero tampoco ha sido creado para que se lo oprima. Y si alguien se levanta para matarte o provocar que se te mate; si se levanta alguien para oprimirte; levantate y pelea contra él; pelea contra él con los mismos instrumentos que él utiliza contra ti; hierro contra hierro, fuerza contra fuerza, cerebro contra cerebro, sangre contra sangre. Tal es el mandamiento supremo, mandamiento moral, mandamiento humano, mandamiento divino que sostendremos hasta el día de nuestra independencia y aún después de ella si fuera necesario.
Vosotros os habéis burlado o habéis querido burlarlos en vuestra soberbia de la promesa divina, lo mismo que habéis pisoteado altaneramente el pacto internacional que firmasteis con nuestro pueblo y los pueblos del mundo. De la base legal de vuestra autoridad, no ha quedado, pues, absolutamente nada, y sólo un fundamento existe de la misma autoridad: fuerza física injustificable, la bayoneta y el terror disfrazados de "leyes" que los dueños de la bayoneta redactan, publican e imponen, en contra de los derechos fundamentales del hombre, en contra de la voluntad de la población local, en contra del pacto internacional.

Y cuando la autoridad existente en cualquier país no es legal, cuando se convierte en una autoridad opresora y tiránica, sus habitantes tienen el derecho -más aún, el deber- de luchar contra esa autoridad y derribarla. Esto lo hace la juventud hebrea, esto lo hará hasta que salgáis de este país y lo entreguéis a su dueño legítimo: el pueblo de Israel. Porque habréis de saber esto: no hay fuerza en el mundo que pueda cortar el lazo entre el pueblo de Israel y su único país. Y a quien intente cortarlo, se le cercenará la mano y la maldición de Dios pesará sobre él a perpetuidad."

## Sentencia de muerte
Rehusando a participar de su propia defensa judicial y rehusándose a cooperar con sus consejeros, Gruner dijo que se le había ofrecido una conmutación de su pena capital a condición de que admitiera su culpabilidad, por lo que inmediatamente se rehusó también a aceptar eso y le fue otorgada por el tribunal de justicia una sentencia de muerte irrevocable.
A pesar de la seguridad máxima que había en la prisión donde residía en Jerusalén, Gruner logró seguir manteniendo correspondencia y comunicación frecuente con el cuartel general del Irgún. A través de la correspondencia entre Gruner y el cuartel general, se destaca la negación de Gruner de recibir asistencia por parte del Irgún con consejeros legales (sosteniendo esta postura sobre la base de que no reconocía al sistema judicial británico impuesto en Eretz Israel), su disconformidad con que le enviaran un médico especialista para inspeccionarlo por temor a que la curación le costara dinero al movimiento, convencimiento de que debía suicidarse en la cárcel (el liderazgo del Irgún se manifestó rápidamente en contra de esta iniciativa, por lo que acató esa decisión) y su famosa carta final antes de que fuera ahorcado escrita al Comandante Supremo Menajem Beguin:

Señor:

Le agradezco de todo corazón el gran estímulo que he recibido de usted en estos días de destino. Esté seguro y confiado en que, ocurra lo que hubiere de ocurrir, no olvidaré la doctrina que me ha abrevado, la doctrina del "Gaón, Venadiv, Veajzar" [Referencia al "Shir Beitar" (canción del Beitar), de Zeev Jabotinsky, que comienza así: "Beitar: del fondo de la podredumbre y la ceniza, por la sangre y el sudor nacerá un nuevo lineaje gaón, venadiv, veajzar" (altivo, generoso y combativo)]. Y sabré defender mi dignidad, la dignidad del soldado hebreo combatiente.

Yo podría lanzar divisas ruidosas como el conocido dicho romano: "Dulce est pro patria mori", pero en este momento me parece que tales divisas son demasiado baratas y que los escépticos pueden añadir también: "No tienen mas remedio". Y quizás tengan razon en ello.

Por supuesto, yo quiero vivir. ¿Quién no lo quiere? Pero si por algo lamento verdaderamente que esté por concluir mi vida, ello es, sobre todo, porque no he alcanzado a actuar bastante, no pude hacer suficiente. También yo he tenido la posibilidad de dejarle al porvenir que se "preocupara del porvenir", y, entre tanto, de gozar (?) de un trabajo que me habían prometido o irme completamente del país y vivir una vida segura en Estados Unidos junto a mi querida hermana. Pero ese camino no me habría brindado mi satisfacción personal como judío ni menos aún como sionista.

Muchos son los caminos en que se embandera a la judeidad. Uno de ellos es el de los "asimilados", que constituye una renuncia a su nacionalidad y, poco a poco, también a su religión, lo cual significa de antemano el suicidio del pueblo de Israel. El segundo camino es el de los que se dan a sí mismos el nombre de "sionistas" y se funda en las negociaciones. Como si la existencia de un pueblo no fuera algo distinto a una transacción mercantil, sin la disposición a aportar un sacrificio y de por sí llena de concesiones, con lo que se aplaza quizás el final, pero que conduce a un gueto. Y no olvidemos que también en el ghetto de Varsovia hubo quinientos mil judíos.

El camino acertado, en mi opinión, es el del Irgún, que no niega el esfuerzo político sin renunciar a palmo alguno de nuestra tierra, porque ella es nuestra; pero si el esfuerzo político no trae los resultados apetecidos, está dispuesto a luchar por nuestro país y nuestra libertad -que son los que aseguran la subsistencia de nuestro pueblo- por todas las vías.

Y este debe ser el camino del pueblo de Israel en estos días nuestros: defender lo nuestro y estar dispuesto a ir a la batalla, aunque ello conduzca, en casos aislados, al patíbulo. Porque se sabe bien en el mundo que un país se redime con sangre.

Escribo estas líneas cuarenta y ocho horas antes de aquél momento en que nuestros tiranos se disponen a ejecutar su asesinato. Y en tales horas, no se miente. Y juro que si me fuera dado empezar de nuevo, escogería nuevamente el mismo camino por el que he andado sin tomar en consideración las posibles consecuencias para mí.

Su fiel soldado, Dov.

A pesar de los reclamos de que Gruner era un prisionero de guerra y por este motivo debía ser sometido a regulaciones especiales según lo acordado en la Convención de Ginebra, fue ahorcado en la prisión de Acre el 19 de abril de 1947, a la edad de 34 años. Junto con él, también fueron ahorcados sus compañeros Yehiel Drezner, Mordechai El'kachi y Eliezer Kashani.

## Conmemoración

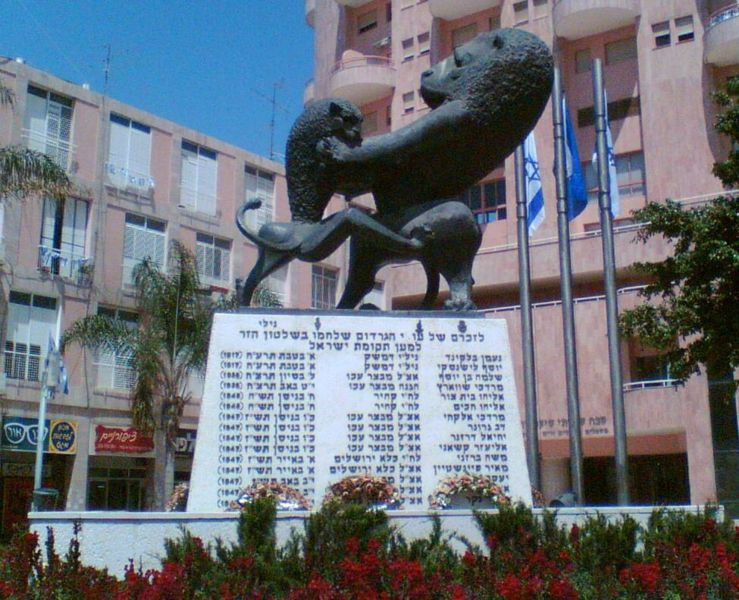
Monumento en honor a Dov Gruner.

Una calle en el barrio Armon Hanatziv de Jerusalén fue nombrada en su honor. A su vez, en el centro de la ciudad de Ramat Gan se erige un monumento en su memoria y la de los otros once prisioneros judíos ejecutados en la horca por los británicos en la época del Mandato.